# Howard Unwin Moffat
Pour les articles homonymes, voir Moffat.
Howard Unwin Moffat, né le 13 janvier 1869 à Kuruman dans le protectorat britannique du Bechuanaland et mort le 19 janvier 1951, est un homme d'État britannique, membre du Rhodesian Reform Party. Il est le deuxième Premier ministre de la colonie britannique de Rhodésie du sud, du 2 septembre 1927 au 5 juillet 1933.

## Biographie
Howard Unwin Moffat naît le 13 janvier 1869 à la mission Kuruman dans le Bechuanaland. Il est le fils du missionnaire John Smith Moffat et le petit-fils de Robert Moffat, ami du roi Mzilikazi et beau-père de l'explorateur David Livingstone.
Après avoir servi dans la police frontalière du Bechuanaland, Moffat s'installe à Bulawayo en Zambézie du sud. Il participe à la guerre avec les Matabélés en 1893 puis à la seconde guerre des Boers en de 1899 à 1902.
En 1923, il est élu au conseil législatif de Rhodésie du sud et représente la circonscription de Victoria. Il est ministre des mines dans le gouvernement de Charles Coghlan. À la mort de ce dernier en 1927, il lui succède au poste de premier ministre de Rhodésie du sud.
Moffat est un conservateur, favorable à l'unification à terme de la Rhodésie avec l'union d'Afrique du Sud. Son gouvernement est l'auteur de la loi agraire de 1930, qui définit la propriété des terres et les allocations, une des causes des futures expropriations qui auront lieu au Zimbabwe à partir des années 2000.
Moffat démissionne en 1933 et se retire de la vie politique. Il meurt le 19 janvier 1951.